# Rodrigo Germán Acosta
Rodrigo Germán Acosta (Hasenkamp, Provincia de Entre Ríos, Argentina; 15 de febrero de 1987) es un futbolista argentino. Juega como mediocampista central y su primer equipo fue Unión de Santa Fe. Actualmente milita en Juventud Sarmiento de Hasenkamp de la Liga de Fútbol de Paraná Campaña.

## Trayectoria
Su debut como profesional se produjo el 22 de septiembre de 2005, en la victoria de Unión 2-1 ante San Martín de Mendoza: ese día ingresó a los 8 del ST en reemplazo de Cristian Saboredo.
Jugó también en Deportivo Roca de Río Negro, Belgrano de Paraná, Libertad de Sunchales y Atlético María Grande.

## Clubes
| Club                        | País      | Año       |
| --------------------------- | --------- | --------- |
| Unión de Santa Fe           | Argentina | 2005-2010 |
| Deportivo Roca de Río Negro | Argentina | 2010-2012 |
| Belgrano de Paraná          | Argentina | 2012-2014 |
| Libertad de Sunchales       | Argentina | 2014      |
| Juventud Sarmiento          | Argentina | 2015      |
| Atlético María Grande       | Argentina | 2016      |
| Juventud Sarmiento          | Argentina | 2017-?    |

### Estadísticas
- Actualizado al 31 de diciembre de 2014

| Club                     | Div.                | Temporada           | Liga | Liga | Copa Nacional | Copa Nacional | Copa Internacional | Copa Internacional | Total | Total |
| Club                     | Div.                | Temporada           | PJ   | G    | PJ            | G             | PJ                 | G                  | PJ    | G     |
| ------------------------ | ------------------- | ------------------- | ---- | ---- | ------------- | ------------- | ------------------ | ------------------ | ----- | ----- |
| Unión Argentina          |                     |                     |      |      |               |               |                    |                    |       |       |
| 2.ª                      | 2005/06             | 5                   | 0    | -    | -             | -             | -                  | 5                  | 0     |       |
| 2.ª                      | 2006/07             | 11                  | 0    | -    | -             | -             | -                  | 11                 | 0     |       |
| 2.ª                      | 2007/08             | 10                  | 0    | -    | -             | -             | -                  | 10                 | 0     |       |
| 2.ª                      | 2008/09             | 7                   | 0    | -    | -             | -             | -                  | 7                  | 0     |       |
| 2.ª                      | 2009/10             | 5                   | 0    | -    | -             | -             | -                  | 5                  | 0     |       |
| Total                    | Total               | 38                  | 0    | -    | -             | -             | -                  | 38                 | 0     |       |
| Deportivo Roca Argentina |                     |                     |      |      |               |               |                    |                    |       |       |
| 4.ª                      | 2010/11             | ?                   | ?    | -    | -             | -             | -                  | ?                  | ?     |       |
| 4.ª                      | 2011/12             | ?                   | ?    | ?    | ?             | -             | -                  | ?                  | ?     |       |
| Total                    | Total               | ?                   | ?    | ?    | ?             | -             | -                  | ?                  | ?     |       |
| Belgrano (P) Argentina   |                     |                     |      |      |               |               |                    |                    |       |       |
| 4.ª                      | 2012/13             | ?                   | ?    | ?    | ?             | -             | -                  | ?                  | ?     |       |
| 4.ª                      | 2013/14             | ?                   | ?    | ?    | ?             | -             | -                  | ?                  | ?     |       |
| Total                    | Total               | ?                   | ?    | ?    | ?             | -             | -                  | ?                  | ?     |       |
| Libertad (S) Argentina   |                     |                     |      |      |               |               |                    |                    |       |       |
| 3.ª                      | 2014                | 11                  | 1    | 1    | 0             | -             | -                  | 12                 | 1     |       |
| Total                    | Total               | 11                  | 1    | 1    | 0             | -             | -                  | 12                 | 1     |       |
| Total en su carrera      | Total en su carrera | Total en su carrera | 49   | 1    | 1             | 0             | -                  | -                  | 50    | 1     |